# 色當鎮區 (堪薩斯州學托擴縣)
色當鎮區（英語：Sedan Township）為美國堪薩斯州學托擴縣轄下的鎮區。2010年美国人口普查中該鎮區人口有1,435人。

## 地理
色當鎮區涵蓋面積128.95平方（49.79平方英里），境內設有一座城市：色當（縣治）。

### 墓園
根據美國地質調查局的資料，此鎮區擁有2座墓園：
- 凱斯門特墓園（Casement Cemetery）
- 格林伍德墓園（Greenwood Cemetery）

### 溪流
通過此鎮區的溪流有：
- 迪爾溪（Deer Creek）
- 弗萊溪（Fly Creek）
- 沃爾夫溪（Wolf Creek）

### 機場
- 色當市機場（Sedan City Airport）

## 人口統計
根據2010年美國人口普查，色當鎮區人口有1,435人，住房780戶，人口密度為11.13人/每平方公里。此鎮區居民之種族有91.57%為白人；0.42%為非裔美國人；3.48%為美洲原住民；0.07%為亞裔美國人；0.14%為太平洋島民；1.74%為其他種族；另外有2.58%為混血種族。而西班牙裔或拉丁裔美國人佔此鎮區人口的4.04%。

## 外部連結
- City-Data.com （页面存档备份，存于）